# Roy Abraham Varghese
Roy Abraham Varghese – autor publikacji na temat związków między religią i nauką. Jego książka Cosmic Beginnings and Human Ends została nagrodzona w 1995 roku przez Fundację Templetona.

## Publikacje
- Cosmic Beginnings and Human Ends: Where Science and Religion Meet
- Cosmos, bios, theos : scientists reflect on science, God, and the origins of the universe, life, and homo sapiens (1992) (co-edited with Henry Margenau)
- God-Sent: A History of the Accredited Apparitions of Mary (2000)
- God-Fleshed!: A Chronicle of the Comings of Christ (2001)
- The Wonder of the World (2003)
- There is a God : how the world's most notorious atheist changed his mind (2007) (co-authored with Antony Flew)